# Prédefin
Prédefin település Franciaországban, Pas-de-Calais megyében. Lakosainak száma 214 fő (2022. január 1.). Prédefin Laires, Heuchin, Équirre, Febvin-Palfart, Fontaine-lès-Boulans és Lisbourg községekkel határos.

## Népesség
A település népességének változása:
| Lakosok száma | 212  | 207  | 201  | 190  | 191  | 190  | 189  | 201  | 214  |
|               | 2013 | 2015 | 2016 | 2017 | 2018 | 2019 | 2020 | 2021 | 2022 |